# Challenger de Cancún
El torneo Abierto Internacional Varonil Casablanca Cancún es un torneo profesional de tenis. Pertenece al ATP Challenger Series. Se juega desde el año 2008 sobre superficie de tierra batida, en Cancún, México.

## Palmarés

### Individuales
| Año  | Campeón       | Finalista      | Resultado |
| ---- | ------------- | -------------- | --------- |
| 2010 | Pere Riba     | Carlos Berlocq | 6–4, 6–0  |
| 2009 | Nicolás Massú | Grega Žemlja   | 6–3, 7–5  |
| 2008 | Grega Žemlja  | Martín Alund   | 6–2, 6–1  |

### Dobles
| Año  | Campeones                         | Finalistas                     | Resultado           |
| ---- | --------------------------------- | ------------------------------ | ------------------- |
| 2010 | Víctor Estrella Santiago González | Rainer Eitzinger César Ramírez | 6–1, 7–6(3)         |
| 2009 | Andre Begemann Leonardo Tavares   | Greg Ouellette Adil Shamasdin  | 6–1, 6–7(6), [10–8] |
| 2008 | Łukasz Kubot Oliver Marach        | Lee Hsin-han Yang Tsung-hua    | 7–5, 6–2            |